# Manuel de Castel Rodrigo

«Dn. Manuel de Moura 2°. Marq. de Castel. Rodrigo». S. XVII

Emanuel de Moura Cortereal, markies de Castel Rodrigo (?, 1590 - Madrid, 28 januari 1651) was landvoogd van de Zuidelijke Nederlanden van 20 september 1644 tot 1647.
Hij stamde uit een Portugese familie die de Spaanse aanspraken op de Portugese troon volledig gesteund had en daar rijkelijk voor beloond werd. In 1630 werd Manuel benoemd tot ambassadeur in Rome, waar hij grote sier maakte en onder anderen architect Francesco Borromini en beeldhouwer François Duquesnoy financieel steunde.
In 1640 werd hij teruggeroepen en tussen 1642 en 1644 verbleef hij in Wenen. Hij volgde in dat laatstgenoemde jaar Francisco de Melo op als landvoogd van de Zuidelijke Nederlanden, die het jaar ervoor een nederlaag op de Fransen had geleden in de slag bij Rocroi.
Manuel de Castel Rodrigo bekleedde de functie van landvoogd tijdens de laatste jaren van de Tachtigjarige Oorlog. In het jaar na zijn aftreden, 1648, kwam er een einde aan deze oorlog en werd de Vrede van Münster gesloten tussen Spanje en de Noordelijke Nederlanden. Manuel speelde een belangrijke rol in de onderhandelingen.
In 1647 werd hij teruggeroepen naar Madrid, waar hij aan het hof verbleef tot aan zijn dood in 1651. Als landvoogd werd hij opgevolgd door Leopold Willem van Oostenrijk.
Manuel was persona non grata in zijn geboorteland Portugal, dat zich in 1640 afgescheiden had van Spanje.
Manuel was de tweede markies de Castel Rodrigo. Zijn zoon en opvolger, Francisco, werd later eveneens landvoogd van de Zuidelijke Nederlanden, meer bepaald van 1664 tot 1668.

## Voorouders
| Voorouders van Manuel de Castel Rodrigo (1590-1651) | Voorouders van Manuel de Castel Rodrigo (1590-1651)               | Voorouders van Manuel de Castel Rodrigo (1590-1651)               | Voorouders van Manuel de Castel Rodrigo (1590-1651)               | Voorouders van Manuel de Castel Rodrigo (1590-1651)               | Voorouders van Manuel de Castel Rodrigo (1590-1651)               | Voorouders van Manuel de Castel Rodrigo (1590-1651)               | Voorouders van Manuel de Castel Rodrigo (1590-1651)               | Voorouders van Manuel de Castel Rodrigo (1590-1651)               |
| --------------------------------------------------- | ----------------------------------------------------------------- | ----------------------------------------------------------------- | ----------------------------------------------------------------- | ----------------------------------------------------------------- | ----------------------------------------------------------------- | ----------------------------------------------------------------- | ----------------------------------------------------------------- | ----------------------------------------------------------------- |
| Overgrootouders                                     | ? (-) ∞ ?(-)                                                      | ? (-) ∞ ?(-)                                                      | Cristóvão de Távora (-) ∞ Francisca de Sousa (-)                  | Cristóvão de Távora (-) ∞ Francisca de Sousa (-)                  | Manuel Corte Real (1510-) ∞ Beatriz de Mendosa ( 1515 -?)         | Manuel Corte Real (1510-) ∞ Beatriz de Mendosa ( 1515 -?)         | ?(-) ∞ ? (-)                                                      | ?(-) ∞ ? (-)                                                      |
| Grootouders                                         | Luís de Moura (-) ∞ Brites de Távora (-)                          | Luís de Moura (-) ∞ Brites de Távora (-)                          | Luís de Moura (-) ∞ Brites de Távora (-)                          | Luís de Moura (-) ∞ Brites de Távora (-)                          | Vasco Anes Corte-Real (1530-) ∞ Catarina da Silva (1530-)         | Vasco Anes Corte-Real (1530-) ∞ Catarina da Silva (1530-)         | Vasco Anes Corte-Real (1530-) ∞ Catarina da Silva (1530-)         | Vasco Anes Corte-Real (1530-) ∞ Catarina da Silva (1530-)         |
| Ouders                                              | Cristóvão de Moura (1538-1616) ∞ Margarida Corte-Real (1594-1641) | Cristóvão de Moura (1538-1616) ∞ Margarida Corte-Real (1594-1641) | Cristóvão de Moura (1538-1616) ∞ Margarida Corte-Real (1594-1641) | Cristóvão de Moura (1538-1616) ∞ Margarida Corte-Real (1594-1641) | Cristóvão de Moura (1538-1616) ∞ Margarida Corte-Real (1594-1641) | Cristóvão de Moura (1538-1616) ∞ Margarida Corte-Real (1594-1641) | Cristóvão de Moura (1538-1616) ∞ Margarida Corte-Real (1594-1641) | Cristóvão de Moura (1538-1616) ∞ Margarida Corte-Real (1594-1641) |

## Referentie
1. ↑  De sectie Voorouders of een eerdere versie ervan is een (gedeeltelijke) vertaling van het artikel Manuel de Moura Corte Real op de Portugeestalige Wikipedia, dat onder de licentie Creative Commons Naamsvermelding/Gelijk delen valt. Zie de bewerkingsgeschiedenis aldaar.